# 宮城県道205号矢本停車場線
宮城県道205号矢本停車場線（みやぎけんどう205ごう やもとていしゃじょうせん）は、宮城県東松島市のJR仙石線 矢本駅と国道45号とを結ぶ一般県道である。全線2車線。

## 路線概要
- 実延長：62.9 m
- 起点：矢本駅
- 終点：宮城県東松島市矢本栄町（矢本町駅前交差点）

## 通過する自治体
- 宮城県
  - 東松島市

## 接続する道路
- 国道45号